# Love You Anymore
"Love You Anymore" er en sang indspillet af den canadisk-italienske sanger Michael Bublé. Den blev udgivet den. 10. oktober som den anden single fra hans ottende studiealbum Love.

## Baggrund
"Fra det øjeblik jeg hørte 'Love You Anymore', vidste jeg med det samme, at jeg måtte indspille den til mit nye album. Jeg kan ikke vente med at mine fans skal høre den. Faktisk kan jeg ikke vente med at de kan høre helle albummet, for jeg er virkeligt stolt over, vhad vi har skabt denne gang".
Hans søns Noah var kommet sig efter sin kræft, og Bublé kunne dermed komme tilbage i studiet og indspille sit nye album som tak til sine fans.

## Hitlister
| Hitliste (2018–2019)               | Højeste placering |
| ---------------------------------- | ----------------- |
| Belgien (Ultratip Flanderen)       | 10                |
| Belgien (Ultratip Wallonien)       | 36                |
| Canada AC (Billboard)              | 13                |
| Canada Hot AC (Billboard)          | 45                |
| USA Adult Contemporary (Billboard) | 10                |
| USA Adult Top 40 (Billboard)       | 27                |

| Hitliste (2019)                   | Placering |
| --------------------------------- | --------- |
| US Adult Contemporary (Billboard) | 28        |